# Aconogonon angustifolium
Aconogonon angustifolium är en slideväxtart som först beskrevs av Pall., och fick sitt nu gällande namn av Kanesuke Hara. Aconogonon angustifolium ingår i släktet sliden, och familjen slideväxter. Inga underarter finns listade i Catalogue of Life.